# Кызыл-Чишма (Благоварский район)
Кызыл-Чишма (баш. Ҡыҙыл Шишмә) — деревня в Благоварском районе Республики Башкортостан Российской Федерации. Входит в состав Тановского сельсовета.

## География

### Географическое положение
Расстояние до:
- районного центра (Языково): 20 км,
- центра сельсовета (Тан): 5 км,
- ближайшей ж/д станции (Блатовар): 33 км.

## Население
| 2002 | 2009 | 2010 |
| ---- | ---- | ---- |
| 63   | ↗66  | ↘47  |

Национальный состав
Согласно переписи 2002 года, преобладающая национальность — башкиры (97 %).